# Ivo Prančič
Ivo Prančič, slovenski slikar, * 2. junij 1955, Ljubljana.
Prančič je v rodnem mestu končal akademijo za likovno umetnost. V Ljubljani je diplomiral leta 1982 pri profesorju Gustavu Gnamušu. Dve leti kasneje je pri istem profesorju končal še slikarsko specialko. Kot samostojni umetnik ustvarja in živi v Ljubljani. Študijsko se je izpopolnjeval na številnih potovanjih.
Umetnik ustvarja slike, ki so se iz konvencionalnih abstraktnih platen z značilnimi izbori barv in kompozicij razvile kombinacije kolažev, za tem v triptihe z različnimi tekstilnimi podlagami, v petdelne sestavljene stvaritve, ki so podobe ustvarjalčevega izraza, vedno avtorsko prepoznavne in sveže. Prančič je razvil blazinaste forme ali njihove sestavljene kompozicije in jih predstavil na eni najboljših razstav v Kostanjevici na Krki v vsej zgodovini obstoja likovne galerije v nekdanji cerkvi.
Natrgani platneni trakovi in drugačni kolaži, do stisnjenega časopisnega papirja in intervencij s čopičem ali oblikovanjem so postali soustvarjalci izrazov slik; njihovih ekspresivnih in notranjih pomenov. Slikar se pri tem ni ustavil. Vrnil se je h klasičnemu platnu ali sestavi več okvirjenih platen, ki jih povezujejo elipsaste ali prepletene oblike in oblike, podobne organskim, geometrijskim, črkam ali povsem abstraktnim amebastim barvnim intervencijam. Njegovim vesoljskim vizijam sledijo pretehtane gestualno slikane, premišljeno zasnovane površine, kjer se strukture rojevajo iz temin vedno bolj samozavestno napolnjenih velikih površin ali tkanja na risbah. Umetnik nenehno razvija svoje avtorsko prepoznavne predmete, v dvajsetih letih blazinaste predmete, prevezane z vrvmi in dopolnjene z drugimi manjšimi objekti ter barvami. Vzporedno se površine njegovih ploskev čistijo z brisanjem srag ali polnijo z nanosi barv in pritrjenih plasti ali nalepljenih predmetov. Reliefnost občasno stopnjuje v podobe padlih angelov z raznolikimi prepoznavnimi in prikritimi pomeni. Prančič je ena osrednjih in najbolj samosvojih umetniških osebnosti svoje generacije v Sloveniji. 
Poleg rednih samostojnih predstavitev v vseh večjih galerijah v Sloveniji, ki so dokumentirane v njegovi monografiji,  je reden gost razstavnih prostorov Avstrije, kontinuirano razstavlja na Koroškem. Samostojno je bil pogosto predstavljen na Hrvaškem, zlasti v Zagrebu in v Črni gori. Na skupinskih razstavah je bil viden od Francije do Kitajske. V zadnjih letih so njegove serije razstavili v Galeriji Zala, v Cankarjevem domu v Ljubljani in v galeriji Hest. Leta 2013 je junija izšla razkošna monografija o njegovem delu, s številnimi reprodukcijami njegovih slik. Nov prodor je razstava njegovih 30 del, večinoma velikih olj pod naslovom Paratimija v novembra 2021 odprti galeriji Bažato za Bežigradom v Ljubljani. V Kostanjevici na Krki so maja 2025 odprli slikarjevo retrospektivo s aktalogom, kjer je svež pogled na umetnika zapisal kustos Miha Colner.
Za svojo ustvarjalnost je leta 2001 prejel nagrado Prešernovega sklada. Leta 1996 je dobil štipendijo fundacije Pollock-Krasner v New Yorku.

Prančičevo ustvarjalnost so natančno predstavili v monografiji Slike, objekti = Paintings, objects : 1987-2013 / Ivo Prančič ; [avtorji besedil Nadja Gnamuš ... [et al.] . Knjigo je uredil Andrej Smrekar.
Miha Colner, Ivo Prančič : pregledna razstava = a retrospective : Galerija Božidar Jakac - Muzej moderne in sodobne umetnosti, Museum of Modern and Contemporary Art, Kostanjevica na Krki, 16. 5. - 24. 8. 2025, Galerija Božidar Jakac, Kostanjevica 2025.
1. ↑  Artists of the World Online, Allgemeines Künstlerlexikon Online, AKL Online — B: K. G. Saur Verlag, Verlag Walter de Gruyter, 2009. — ISSN 2750-6088 — doi:10.1515/AKL